# Zawór sterujący ciśnieniem
Zawór sterujący ciśnieniem – zawór, którego zadaniem jest sterowanie ciśnieniem sprężonego powietrza w układzie, tj. utrzymywanie wartości lub jej zmiana według zadanej wartości sygnału wejściowego.
Ze względu na typ organu zamykającego zawory sterujące ciśnieniem mogą być:
- grzybkowe (poppet type)
- przeponowe (diaphragm type)
- suwakowe (piston type)